# Kim Tche-hwan
Kim Tche-hwan (hanča: 金太煥; korejsky: 김태환; * 24. července 1989) je jihokorejský fotbalový záložník a obránce, momentálně působící v týmu Ulsan Hyundai.

## Klubová kariéra

### FC Soul
Kim začal hrát fotbal na univerzitě v Ulsanu. V roce 2009 si ho vybral FC Soul v draftu K League 1. V K League 1 debutoval 18. dubna 2010 proti Ulsanu Hyundai a svůj první ligový gól vstřelil 23. října 2011 proti Songnam Ilwha. V letech 2010 až 2012 odehrál za Soul 55 zápasů a vstřelil 2 góly.

### Songnam Ilwha
Dne 21. prosince 2012 přestoupil Kim do Songnam Ilhwa za 264 tisíc liber. Zde odehrál 74 zápasů a vstřelil 8 gólů (v letech 2013 až 2014).

### Ulsan Hyundai
Dne 1. února 2015 Kim přestoupil za neznámý poplatek do Ulsan Hyundai.

## Reprezentační kariéra
15. března 2011 byl Kim Tche-hwan poprvé povolán do jihokorejské fotbalové reprezentace.

## Kariérní statistiky

### Klubové
Platí k 23. říjnu 2022.
| Informace o klubech | Informace o klubech       | Informace o klubech | Liga   | Liga | Ostatní | Ostatní | Pohár  | Pohár | Kontinentální | Kontinentální | Celkově | Celkově |
| Sezóna              | Klub                      | Liga                | Zápasy | Góly | Zápasy  | Góly    | Zápasy | Góly  | Zápasy        | Góly          | Zápasy  | Góly    |
| Jižní Korea         | Jižní Korea               | Jižní Korea         | Liga   | Liga | Ostatní | Ostatní | Pohár  | Pohár | Kontinentální | Kontinentální | Celkově | Celkově |
| ------------------- | ------------------------- | ------------------- | ------ | ---- | ------- | ------- | ------ | ----- | ------------- | ------------- | ------- | ------- |
| 2010                | FC Soul                   | K League 1          | 12     | 0    | 7       | 0       | 1      | 0     | —             | —             | 20      | 0       |
| 2011                | FC Soul                   | K League 1          | 16     | 1    | 1       | 0       | 1      | 0     | 6             | 0             | 24      | 1       |
| 2012                | FC Soul                   | K League 1          | 19     | 1    | —       | —       | 2      | 0     | —             | —             | 21      | 1       |
| 2013                | Songnam FC                | K League 1          | 34     | 3    | —       | —       | 2      | 0     | —             | —             | 36      | 3       |
| 2014                | Songnam FC                | K League 1          | 36     | 5    | —       | —       | 3      | 0     | —             | —             | 39      | 5       |
| 2015                | Ulsan Hyundai             | K League 1          | 33     | 1    | —       | —       | 4      | 1     | —             | —             | 37      | 2       |
| 2016                | Ulsan Hyundai             | K League 1          | 36     | 4    | —       | —       | 3      | 1     | —             | —             | 39      | 5       |
| 2017                | Kimčchon Sangmu (armádní) | K League 1          | 34     | 2    | 1       | 0       | 1      | 0     | —             | —             | 36      | 2       |
| 2018                | Kimčchon Sangmu (armádní) | K League 1          | 21     | 0    | —       | —       | 0      | 0     | —             | —             | 21      | 0       |
| 2018                | Ulsan Hyundai             | K League 1          | 8      | 0    | —       | —       | 3      | 0     | —             | —             | 11      | 0       |
| 2019                | Ulsan Hyundai             | K League 1          | 30     | 2    | —       | —       | 1      | 0     | 7             | 0             | 38      | 2       |
| 2020                | Ulsan Hyundai             | K League 1          | 25     | 1    | —       | —       | 4      | 0     | 6             | 0             | 35      | 1       |
| 2021                | Ulsan Hyundai             | K League 1          | 34     | 0    | 2       | 0       | 0      | 0     | 9             | 0             | 45      | 0       |
| 2022                | Ulsan Hyundai             | K League 1          | 30     | 0    | —       | —       | 0      | 0     | 3             | 0             | 33      | 0       |
| Země                | Jižní Korea               | Jižní Korea         | 368    | 20   | 11      | 0       | 25     | 2     | 31            | 0             | 435     | 22      |
| Celkově v kariéře   | Celkově v kariéře         | Celkově v kariéře   | 368    | 20   | 11      | 0       | 25     | 2     | 31            | 0             | 435     |         |

### Reprezentační
Platí k 11. listopadu 2022.
| Jihokorejský národní tým | Jihokorejský národní tým | Jihokorejský národní tým |
| Rok                      | Zápasy                   | Góly                     |
| ------------------------ | ------------------------ | ------------------------ |
| 2014                     | 3                        | 0                        |
| 2018                     | 2                        | 0                        |
| 2019                     | 3                        | 0                        |
| 2020                     | 2                        | 0                        |
| 2021                     | 2                        | 0                        |
| 2022                     | 7                        | 0                        |
| Celkově                  | 19                       | 0                        |

## Úspěchy

### Klubové
FC Soul
- K League 1 (2): 2010, 2012
- K-League Cup (1): 2010

Songnam FC
- K-League Cup (1): 2014

Ulsan Hyundai
- Liga mistrů AFC (1): 2020
- K League 1 (1): 2022

### Reprezentační
Jižní Korea
- EAFF E-1 Football Championship (1): 2019

### Individuální
- Nejlepší jedenáctka K League 1 (3): 2019, 2020, 2022